# 特洛什纳
特洛什纳（法語：Tolochenaz）是瑞士联邦西部法语区的沃州下设的一个镇。在行政上属于莫尔日区管辖。特洛什纳的总面积为1.59平方公里。截至2010年底，总人口为1,714。

## 历史
1993年，奧黛麗·赫本長眠於此。

## 地理
特洛什纳位于莱芒湖北岸。